# Neretva
Neretva er den største flod på Adriaterhavets østkyst. Den løber gennem Hercegovina i Bosnien-Hercegovina, blandt andet gennem byerne Konjic og Mostar, før den løber ind i Kroatien et kort stykke, før den munder ud i havet. Den er 225 km lang, hvoraf de 20 km er i Kroatien Afvandingsområdet er på 11.798 km². Udspringet er på 1.227 moh., mens udløbet er et stort delta syd for byen Ploče.
I den nedre del af floden, nær udløbet i havet, ligger Čapljina vandkraftværk med en kapacitet på 430 MW. Der er også vandkraftværker ved Mostar, og videre opover floden ved Salakovac, Grabovica, Jablanica, og Rama.
Neretva er kun sejlbar fra mundingen og op til Metković ved grænsen til Bosnien-Hercegovina. Det øvre løb af floden er populært for rafting.
Neretva har en rig fiskefauna med mange arter som er endemiske for Dalmatien, for eksempel flere ørredarter, dalmatisk barbegrundling (Aulopyge huegelii) og de små karpefisk i slægten Delminichthys.
Tæt på grænsen, i det sydlige Bosnien-Hercegovina ligger et naturreservatet,der er både Important Bird Area (IBA) og ramsarområde med navnet Hutovo Blato